# ブレッド・ウィレンバーグ
ブレッド・ウィレンバーグ（Brett Willemburg、1984年7月2日- ）は、南アフリカ共和国出身の野球選手。身長187cm。体重87kg。ポジションは内野手。右投両打。
2003年にはカンザスシティ・ロイヤルズのルーキーリーグでプレーし、その後はドイツの Cologne Cardinalsを経てイギリスのCroyden Piratesでプレーした。現在は南アフリカの国内リーグのVOBでプレーし、本塁打王などのタイトルも獲得している。
荒削りながら高い身体能力を生かした走攻守三拍子そろった南アフリカ代表の中心選手で、IBAFワールドカップを始め多くの国際大会に出場している。
2006年のWBCでは南アフリカ代表に選出され、初戦のカナダ戦で3打点、メキシコ戦で4安打を放つなど、3試合で10打数5安打を記録したが、守備のほうでは広い守備範囲を持ちながらも、スローイングの不安定さを露呈した。
2009年のWBCでも南アフリカ代表に選出された。5番・ファーストで起用され、2試合で2安打を放った。